# ويلي سومرز
ويلي سومرز هو مغني بلجيكي، ولد في 9 أغسطس 1952 في أوكَل في بلجيكا.

## وصلات خارجية
- الموقع الرسمي
- ويلي سومرز على موقع IMDb (الإنجليزية)
- ويلي سومرز على موقع ميوزك برينز (الإنجليزية)
- ويلي سومرز على موقع أول ميوزيك (الإنجليزية)
- ويلي سومرز على موقع ديسكوغز (الإنجليزية)